# Enclave ed exclave in Italia
L'Italia annovera diverse enclavi ed exclavi, sia come Stato sovrano sia, soprattutto, all'interno delle proprie divisioni amministrative.

## Exclave ed enclave internazionali

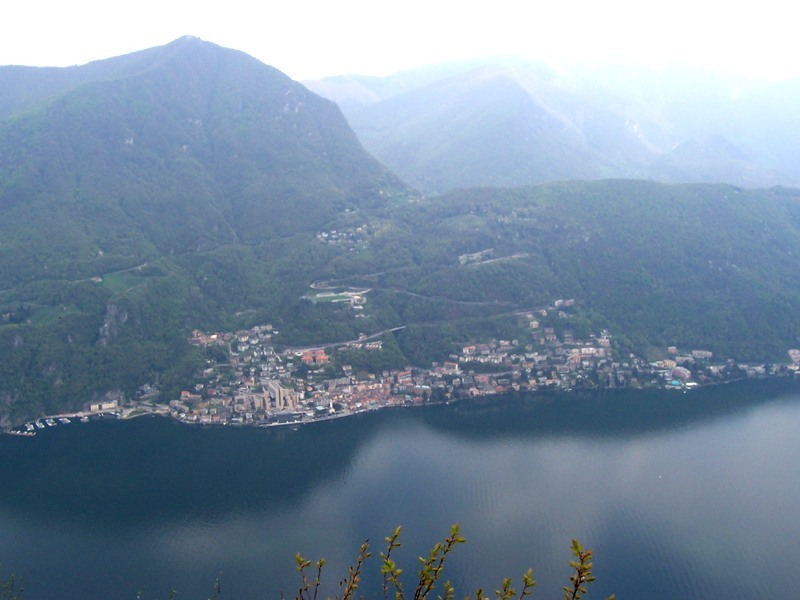
Campione d'Italia, exclave italiana in Svizzera.

L'Italia ha una sola exclave, il comune di Campione d'Italia in provincia di Como, completamente circondato dal territorio svizzero. Il comune è fortemente legato all'economia svizzera, tanto da usarne la moneta ed essere legato ai sistemi postali e telefonici di quel paese.
Dal 1919 al 1947 il comune di Zara, circondato dal territorio della Jugoslavia, poteva considerarsi un'exclave, ma solo in senso lato perché si affaccia sul mare. Il comune, che aveva una superficie di 55 km², venne ceduto alla Jugoslavia al termine della seconda guerra mondiale.
Il territorio italiano circonda anche la Repubblica di San Marino e la Città del Vaticano, che sono Stati sovrani e con il Lesotho costituiscono le sole enclavi sovrane del mondo.
| Località           | Superficie | Popolazione | Provincia | Regione   | Stato  | Enclave in |
| ------------------ | ---------- | ----------- | --------- | --------- | ------ | ---------- |
| Campione d'Italia  | 2,6 km²    | 1965        | Como      | Lombardia | Italia | Svizzera   |
| San Marino         | 61 km²     | 31 373      |           |           |        | Italia     |
| Città del Vaticano | 0,44 km²   | 805         |           |           |        | Italia     |

## Exclavi ed enclavi interregionali

Ca' Raffaello di Badia Tedalda è la più grande exclave interregionale d'Italia. Amministrata dalla Toscana (Arezzo), è circondata dal territorio romagnolo.

Fino al 2009 la più vistosa exclave regionale italiana, quella di Ca' Raffaello (provincia di Arezzo), era enclave nel territorio provinciale di Pesaro e Urbino. Quest'ultimo territorio confinava inoltre con l'exclave riminese di Pieve Corena, che non era tuttavia un'enclave perché limitata a nord dal territorio sammarinese.
Dal 15 agosto 2009, in seguito all'aggregazione di sette comuni marchigiani all'Emilia-Romagna, l'enclave di Ca' Raffaello è scivolata entro la provincia di Rimini, continuando ovviamente a far parte del comune di Badia Tedalda in Toscana. Pieve Corena ha invece cessato di essere exclave regionale e provinciale, restando semplicemente un'isola amministrativa del comune di Verucchio. Le otto exclave regionali superstiti sono pertanto tutte enclave.
Le tabelle che seguono evidenziano in corsivo le località non capoluogo comunale.
| Località               | Popolazione | Comune            | Provincia/Città metropolitana | Regione        | Coordinate                  | Enclave in                                   | Enclave in      | Enclave in     |
| ---------------------- | ----------- | ----------------- | ----------------------------- | -------------- | --------------------------- | -------------------------------------------- | --------------- | -------------- |
| Greto del fiume Po     | 0           | Frascarolo        | Pavia                         | Lombardia      | 45°01′08.76″N 8°42′20.52″E  | Valenza e Bassignana                         | Alessandria     | Piemonte       |
| San Pio                | 0           | Pieve del Cairo   | Pavia                         | Lombardia      | 45°01′06.56″N 8°48′46.9″E   | Isola Sant'Antonio                           | Alessandria     | Piemonte       |
| Lama Superiore         | 0           | Corte Brugnatella | Piacenza                      | Emilia-Romagna | 44°42′12.38″N 9°17′41.82″E  | Brallo di Pregola                            | Pavia           | Lombardia      |
| Valle Inferiore        | 1           | Corte Brugnatella | Piacenza                      | Emilia-Romagna | 44°41′37.46″N 9°18′06.84″E  | Brallo di Pregola                            | Pavia           | Lombardia      |
| San Pellegrino in Alpe | 38          | Frassinoro        | Modena                        | Emilia-Romagna | 44°11′23.64″N 10°28′50.66″E | Castiglione di Garfagnana                    | Lucca           | Toscana        |
| Ca' Raffaello          | 289         | Badia Tedalda     | Arezzo                        | Toscana        | 43°47.4′N 12°12.2′E         | Casteldelci, Pennabilli e Sant'Agata Feltria | Rimini          | Emilia-Romagna |
| Monte Ruperto          | 0           | Città di Castello | Perugia                       | Umbria         | 43°36.1′N 12°25.4′E         | Apecchio e Sant'Angelo in Vado               | Pesaro e Urbino | Marche         |
| Iesce                  | 0           | Matera            | Matera                        | Basilicata     | 40°45′20.16″N 16°38′26.52″E | Altamura                                     | Bari            | Puglia         |

### Frazioni e località non raggiungibili dalla regione di appartenenza
Oltre alle exclavi e alle enclavi propriamente dette vi sono alcuni casi di quasi-exclavi, ossia territori territorialmente contigui al resto della propria regione di appartenenza, ma accessibili via terra solo attraverso la regione confinante, ad esempio perché separati da un corso d'acqua privo di ponti dal resto della propria regione. Ad esempio, nel caso di fiumi che segnano il confine fra due regioni, come il Po fra Lombardia ed Emilia-Romagna, il Ticino fra Piemonte e Lombardia o il Tagliamento fra Veneto e Friuli Venezia Giulia, il confine regionale segue l'antico corso del fiume, che può distare anche parecchie centinaia di metri da quello attuale (a causa di modifiche naturali in seguito a piene o di lavori di rettifica del corso), creando delle porzioni di territorio appartenenti a una regione ma accessibili via terra solo da quella confinante.
Alcune quasi-exclavi fra regioni italiane sono:

#### Emilia - Romagna
- Samboneto (frazione di Zerba, PC), non è direttamente raggiungibile dall'Emilia-Romagna, ma bisogna attraversare un tratto di Lombardia tra il Passo del Giovà e Pianostano di Santa Margherita di Staffora (PV), dove comincia l'unica strada per la frazione.

#### Friuli - Venezia Giulia
- Isola Maura, località appartenente al comune friulano di Varmo (UD), accessibile solo dal Veneto (comune di San Michele al Tagliamento, VE)
- Isola Picchi, località appartenente al comune friulano di Latisana (UD), accessibile solo dal Veneto (comune di San Michele al Tagliamento, VE)
- Isola Pingherli, località non abitata appartenente al comune friulano di Lignano Sabbiadoro (UD), accessibile solo dal Veneto (comune di San Michele al Tagliamento, VE)
- La Crosetta, località appartenente al comune friulano di Caneva (PN), accessibile solo dal Veneto (comune di Fregona, TV)
- Pian de Salere e Valusiera, località appartenenti al comune friulano di Caneva (PN), accessibile solo dal Veneto (comune di Cordignano, TV)

#### Lazio
- Camerata Nuova, comune nel Lazio (RM) raggiungibile via gomma solo dall'Abruzzo tramite una strada che lo collega a Rocca di Botte. È raggiungibile da Cervara di Roma (nel Lazio) solo tramite sentieri montuosi percorribili solo a piedi.
- Moggio Alto, centro abitato nel comune di Rieti (RI): per raggiungerlo tramite vettura è necessario entrare nell'Umbria.

#### Lombardia
- Pizzarosto (frazione di Palestro, PV), accessibile solo da Vercelli, Prarolo e Pezzana (VC).

#### Piemonte
- Mantie (frazione di Motta de' Conti, VC), accessibile solo da Langosco e Candia Lomellina (PV).
- Piaggia (frazione di Briga Alta, CN), non è raggiungibile via gomma dal Piemonte, bisogna passare dal comune di Mendatica (IM), in Liguria.

## Exclavi ed enclavi interprovinciali

Resuttano è un'exclave nissena circondata dalla città metropolitana di Palermo, ma una sua contrada è unita al libero consorzio comunale di Caltanissetta.

Oltre alle suddette exclavi regionali, che sono anche exclavi provinciali, esistono altre exclavi provinciali entro i confini della stessa regione o fra questa e un'altra (Poggiovalle di Fabro, in particolare, è inclusa fra il comune di Città della Pieve in Umbria e la provincia di Siena in Toscana).
Spesso si tratta di comuni interamente separati dal resto della provincia: a volte circondati da una sola provincia (come Pannarano, exclave beneventana in territorio avellinese); a volte invece compresi fra più province (come San Colombano al Lambro, exclave milanese inclusa fra i territori di Lodi e Pavia).
Caso notevole è il comune di Resuttano, che per la maggior parte del suo territorio è circondato dalla provincia di Palermo, mentre la sola contrada Ciolino confina con il resto della provincia di appartenenza (Caltanissetta).
Il comune di Sant'Arcangelo Trimonte era una enclave della provincia di Avellino, all'interno della provincia di Benevento, ma nel 1978 è passato a quest'ultima.
|    | Località                | Popolazione | Comune       | Provincia/Città metropolitana/libero consorzio comunale | Enclave in          |
| -- | ----------------------- | ----------- | ------------ | ------------------------------------------------------- | ------------------- |
| 1  | San Colombano al Lambro | 7.507       |              | Milano                                                  | Tra Lodi e Pavia    |
| 2  | Carutti                 | 26          | Barge        | Cuneo                                                   | Torino              |
| 3  | Piaggiolino             | 81          | Monte Porzio | Pesaro e Urbino                                         | Ancona              |
| 4  | Poggiovalle             | 9           | Fabro        | Terni                                                   | Tra Siena e Perugia |
| 5  | Rocchette               | 1           | Gallese      | Viterbo                                                 | Tra Terni e Rieti   |
| 6  | Pannarano               | 2.069       |              | Benevento                                               | Avellino            |
| 7  | Monte Alippo            | 6           | Locorotondo  | Bari                                                    | Taranto             |
| 8  | Nunzio                  | 0           | Locorotondo  | Bari                                                    | Taranto             |
| 9  | Gelatura                | 4           | Locorotondo  | Bari                                                    | Taranto             |
| 10 | Serra del Ponte         | 0           | Tricarico    | Matera                                                  | Potenza             |
| 11 | Resuttano               | 2.239       |              | Caltanissetta                                           | Palermo             |
| 12 | San Biagio              | 0           | Bisacquino   | Palermo                                                 | Agrigento           |
| 13 | Corfidato               | 7           | Enna         | Enna                                                    | Caltanissetta       |

Oltre alle exclavi e alle enclavi propriamente dette vi sono alcuni casi di quasi-exclavi, ossia territori appartenenti a una provincia ma accessibili solo attraverso la provincia confinante, ad esempio perché separate da un fiume privo di ponti dal resto della propria provincia.
- La parte più meridionale della Città metropolitana di Venezia, costituita dai comuni di Chioggia, Cavarzere e Cona, è collegata per via stradale al resto del territorio veneziano solo attraverso il comune padovano di Codevigo, in quanto il territorio fra Chioggia e Venezia è costituito da superficie lagunare con alcune isole e non da terraferma.
- Via Cornoleo di Sotto, strada chiusa di Camisano Vicentino (Vicenza), è raggiungibile solo da Bevadoro (Padova), per mancanza di ponti carrabili diretti sul fiume Ceresone.
- La frazione di Boscat e varie case sparse del comune di Grado (Gorizia) sono raggiungibili solo da Aquileia (Udine), a causa della mancanza di ponti sui canali Tiel e Zemole che le dividono dal resto del comune di Grado; anche la località agricola di Case Barancole, sempre appartenente al comune di Grado, è accessibile solo da Terzo di Aquileia (Udine).

## Exclavi ed enclavi intercomunali
Numerosissime sono le exclavi e le enclavi comunali italiane. Tre di queste ultime sono costituite da un intero comune completamente circondato da un altro. Curioso è il caso del comune siciliano di San Giovanni Gemini, più popoloso di quello di Cammarata che lo circonda. Il comune più popoloso a essere un'enclave è Surbo, il cui territorio è circondato da quello del comune di Lecce. Esiste anche un caso di enclave doppia: i comuni palermitani San Giuseppe Jato e San Cipirello, che confinano fra loro, sono entrambi circondati dal comune di Monreale. Sempre in Sicilia, il comune di Maletto (CT) costituisce un caso unico in Italia. Il suo territorio è infatti interamente circondato da Bronte, a esclusione di un unico punto in corrispondenza della sommità dell'Etna, grazie al quale confina con altri sette comuni etnei.
Ecco la tabella con i comuni completamente circondati da un altro:
| Comune              | Popolazione | Enclave in   | Provincia | Popolazione del comune circostante |
| ------------------- | ----------- | ------------ | --------- | ---------------------------------- |
| Surbo               | 15.163      | Lecce        | Lecce     | 94.916                             |
| San Giovanni Gemini | 8.089       | Cammarata    | Agrigento | 6.267                              |
| Samone              | 547         | Castel Ivano | Trento    | 3.301                              |

Le exclavi comunali possiedono svariate caratteristiche per dimensioni (in rapporto alla superficie totale del comune), numero e distanza dal capoluogo:

### Abruzzo
- Il comune de L'Aquila presenta un'exclave in territorio montano, al confine con il parco naturale regionale Sirente-Velino e la riserva naturale Montagne della Duchessa.
- I comuni di Carapelle Calvisio e Castelvecchio Calvisio (AQ) possiedono alcuni lembi di terra all'interno della piana di Campo Imperatore, nei quali tradizionalmente gli allevatori di tali comuni, durante la bella stagione, trasferiscono il proprio bestiame.

### Calabria
- Il comune di Roghudi (RC) ha il centro amministrativo situato in una piccola enclave del comune di Melito di Porto Salvo, che dista circa 40 km dalla restante parte, preponderante, del territorio comunale;
- Il comune di Africo (RC) ha il centro amministrativo situato in una piccola enclave del comune di Bianco (RC);
- Il comune di Sinopoli (RC) ha un'isola amministrativa compresa tra i comuni di Cosoleto, Oppido Mamertina e San Procopio.

### Campania
- Il comune di Senerchia (AV) ha 5 piccole exclavi nel comune di Calabritto (AV), tutte nei pressi della frazione di Quaglietta.
- Il comune di Piedimonte Matese (CE) ha come exclave una parte di Bocca della Selva, mentre l'altra parte si trova nel comune di Cusano Mutri (BN), confinante oltre con i comuni di Castello del Matese e San Potito Sannitico (CE).
- Il comune di Teano (CE) ha come exclave la frazione di Magnano, situata all'interno del comune di Caianello, e composta da due piccole exclavi molto vicine fra loro.
- Il comune di Pomigliano d'Arco (NA) ha come exclave la masseria Cutinelli, completamente circondata dal territorio del comune confinante di Sant'Anastasia (NA).
- Il comune di Nola (NA) ha come isola amministrativa masseria Cardone, circondata da territorio di Saviano.
- Il comune di Alfano (SA) ha un'exclave confinante con Rofrano (SA) e Roccagloriosa (SA). Con quest'ultima, essa confina tramite una sua exclave.
- Il comune di Castelcivita (SA) ha un'exclave nel territorio comunale di Ottati (SA).
- Il comune di Roccagloriosa (SA) ha un'exclave a nord di esso, confinante con Rofrano (SA) ed Alfano. Con quest'ultimo, essa confina sia tramite il territorio maggiore che una sua piccola exclave.
- I comuni di San Rufo, Sant'Arsenio e Teggiano (SA) hanno numerose enclavi ed exclavi tra loro, per un totale di 20 isole amministrative, di dimensioni variabili, che formano un confine assai complesso. San Rufo ha 8 sue exclavi, e due enclavi di Teggiano al suo interno. Sant'Arsenio ha 8 sue exclavi, di cui una grande quasi la metà del territorio comunale principale. Teggiano ha 4 sue exclavi, e 12 enclavi al suo interno di cui 7 di San Rufo e 5 di Sant'Arsenio. Due di queste enclavi in territorio teggianese sono contigue fra loro, e il cui territorio è quasi interamente santarseniese, con una piccola porzione sanrufese.

### Emilia-Romagna
- Il comune di Verucchio (RN) ha come exclave la frazione di Pieve Corena che confina con la Repubblica di San Marino.
- Il comune di Sassofeltrio (RN) ha un'exclave, denominata Ca' Micci, compresa tra lo stato di San Marino e i comuni di San Leo, Monte Grimano Terme e Verucchio.

### Friuli-Venezia Giulia
- Il comune di Grimacco (UD) possiede un'exclave (la frazione di Scale) all'interno del comune di Drenchia. Drenchia, a sua volta, possiede un'exclave (la frazione di Malinsche) all'interno del comune di Grimacco.
- Il comune di Tramonti di Sopra (PN) possiede un'exclave (comprendente la frazione di Redona) compresa fra i comuni di Tramonti di Sotto e Meduno.
- Il comune di Dogna (UD) possiede un'exclave (comprendente la Sella Cereschiatis, in Val d'Aupa) compresa fra i comuni di Moggio Udinese e Pontebba.

### Lazio
- Il comune di Roma ha un'exclave (Polline Martignano) nel territorio del comune di Anguillara Sabazia.
- Il comune di Alatri (FR) comprende l'isola amministrativa di Pratelle, territorio situato tra il comune di Collepardo (nel Lazio, in provincia di Frosinone) e il comune di Morino (in Abruzzo, in provincia dell'Aquila).
- Il comune di Colfelice (FR) ha un'exclave (Limata Tenda) nel territorio del comune di San Giovanni Incarico.
- Il comune di Ferentino (FR) ha giurisdizione amministrativa sul territorio compreso tra la frazione di Porciano e il Lago di Canterno, isola amministrativa situata tra i seguenti comuni della medesima provincia: Anagni, Acuto, Fiuggi, Trivigliano, Fumone.
- Il comune di Gallese (VT) ha un'exclave tra Magliano Sabina (RI) e Otricoli (TR) in Umbria.
- Il comune di Vejano (VT) ha una area comunale exclave a sud-est, confinante a nord con il comune di Blera e a sud con il comune di Tolfa (RM).

### Liguria
- Il comune di Moconesi (GE) possiede l'exclave di Santa Brilla, situata nella Val Trebbia
- Il comune di Lorsica (GE) possiede un'exclave (frazione di Barbagelata) a nord dell'abitato.
- I comuni di Apricale, Isolabona e Pigna (IM) possiedono diverse exclavi, prevalentemente disabitate.

### Lombardia
- Il comune di Algua (BG) non ha più continuità territoriale dall'11 marzo 1948 in seguito alla ricostituzione del comune di Costa Serina: la località di Sambusita con il Santuario del Perello è così diventata un'exclave circondata dal comune di Costa Serina, nel punto più vicino le due parti del territorio comunale di Algua distano, in linea d'aria, oltre 1.600 metri.

### Marche
- Il comune di Fermo ha due isole amministrative: Boara (confinante a nord con Montegiorgio, a sud con Belmonte Piceno e Grottazzolina, e a est con Magliano di Tenna) e Gabbiano (confinante a nord con Mogliano e Francavilla d'Ete, a sud con Massa Fermana e a est con Montegiorgio; sul lato di Mogliano, questa confina con la provincia di Macerata).

### Molise
- Il comune di Campobasso ha la frazione di Santo Stefano come exclave compresa tra i comuni di Ripalimosani, Oratino e Castropignano.

### Piemonte
- Il comune di Torino ha la piccola exclave di Famolenta, circondata dal comune di Settimo Torinese; deriva dagli antichi possedimenti terrieri dell'Abbadia di Stura.
- Il comune di Oglianico (TO) ha la frazione di San Francesco Benne circondata dai comuni di Favria, Front, Rivarolo Canavese e Rivarossa.
- Il comune di Briga Alta (CN) possiede un'exclave montana, rimasta distaccata dal resto del territorio comunale a causa della cessione di una parte del comune (Briga Marittima) alla Francia.
- Il comune di Faule (CN) possiede una piccola exclave tra i comuni di Casalgrasso e Pancalieri.
- Il comune di Magliano Alpi (CN) è suddiviso in due territori: il primo vicino al comune di Mondovì (420 m di altitudine), dove è insediato il comune; il secondo territorio si trova sulle Alpi Liguri, vicino ai paesi di montagna di Ormea, Frabosa Soprana e Prato Nevoso.
- Il comune di Manta (CN) ha una parte distaccata situata tra i comuni di Verzuolo e Lagnasco.
- Il comune di Monteu Roero (CN) ha un'isola amministrativa di cui fa parte la frazione di Virani.
- Numerosi comuni del Biellese comprendono isole amministrative montane in valle Sessera (Callabiana, Camandona, Caprile, Crevacuore, Pettinengo, Valdilana, Vallanzengo, Valle San Nicolao, Veglio), nell'alta valle Cervo (Andorno Micca, di nuovo Pettinengo, Sagliano Micca, Tavigliano, di nuovo Vallanzengo), nell'alta valle Elvo (Muzzano, Pollone), nella valle Strona di Postua (Ailoche, di nuovo Caprile) ed in Valsesia (nuovamente Caprile) : si tratta di aree di pascolo nelle quali tradizionalmente gli allevatori di tali comuni collinari, durante la bella stagione, trasferiscono il proprio bestiame mediante la pratica della transumanza.
- Per diversi comuni della Valchiusella (Brosso, Traversella, Valchiusa, Val di Chy, Vistrorio) e della Valle Sacra (Colleretto Castelnuovo, Cintano, Castelnuovo Nigra, Castellamonte) in provincia di Torino vale quanto detto al punto precedente.
- Il comune di Vigliano Biellese (BI) ha una piccola exclave entro i comuni di Candelo, Cossato, Quaregna Cerreto e Valdengo.
- Il comune di Villa del Bosco (BI) ha un'isola amministrativa, dove si trova la frazione di Orbello, circondata dai comuni di Sostegno, Roasio (VC), Lozzolo (VC).
- Il comune di Sostegno (BI) possiede una frazione, Casa del Bosco, interamente circondata da territori di altri comuni (Villa del Bosco, Roasio, Lozzolo).
- Il comune di Roasio (VC) ha un'isola amministrativa di cui fa parte la frazione di Castelletto Villa, circondata dai comuni di Villa del Bosco e Sostegno.
- Il comune di Lerma (AL) possiede una piccola exclave tra i comuni alessandrini di Bosio, Casaleggio Boiro e Tagliolo Monferrato.

### Puglia
- Il comune di Taranto ha sei isole amministrative, incastonate tra i comuni di Martina Franca, Grottaglie, San Marzano, Lizzano, Fragagnano e Pulsano, per un'estensione complessiva di 45,99 km² (il 18,4% del territorio comunale).
- Il comune di Castellana Grotte (BA) ha un'isola amministrativa nel comune di Alberobello e un'altra tra Alberobello e Monopoli.
- Il comune di Polignano a Mare (BA) ha due isole amministrative nel comune di Conversano.
- Il comune di Santeramo in Colle (BA) ha un'isola amministrativa nel comune di Cassano delle Murge.
- Il comune di Terlizzi (BA) ha un'isola amministrativa nel comune di Ruvo di Puglia.
- Il comune di San Marco in Lamis (FG) ha un'isola amministrativa, "Villaggio Azzurro", in contrada Amendola.
- Il comune di Manfredonia (FG) ha un'isola amministrativa nel comune di San Giovanni Rotondo e San Giovanni Rotondo a sua volta ne ha una in Manfredonia.
- Il comune di San Severo (FG) ha due isole amministrative nel comune di Foggia.
- Il comune di Pietramontecorvino (FG) ha due exclavi in Lucera.
- Il comune di Stornara (FG) ha due exclavi in Orta Nova.
- Il comune di Massafra (TA) ha 5 piccole isole amministrative nel comune di Crispiano.

### Sardegna
- Il comune di Assemini (CA) ha un'isola amministrativa denominata Gutturu Mannu, confinante con i comuni di Uta, Siliqua, Nuxis, Villa San Pietro, Sarroch, Capoterra, Santadi e Narcao.
- Il comune di Quartucciu (CA) ha un'isola amministrativa denominata di Sant'Isidoro tra i territori dei comuni di Quartu Sant'Elena e Maracalagonis.
- Il comune di Olbia (SS) comprende l'isola amministrativa di Berchiddeddu, territorio situato tra i comuni di Alà dei Sardi, Loiri Porto San Paolo, Monti e Padru.
- Il comune di Ghilarza (OR) ha l'isola amministrativa di Zuri, confinante con i comuni di Aidomaggiore, Bidonì, Boroneddu, Sedilo, Soddì, Sorradile e Tadasuni.
- I comuni di Arzana, Gairo, Lanusei e Loceri (NU) hanno delle isole amministrative bagnate dal mare.
- Il comune di Iglesias (SU) ha l'isola amministrativa di San Marco, confinante con i comuni di Domusnovas, Musei, Siliqua, Vallermosa e Villacidro.

### Sicilia
- Il territorio di Trapani rappresenta uno dei più evidenti casi di exclave intercomunali. La stragrande maggioranza del territorio comunale è infatti costituita da un'exclave posta a sud del resto del territorio, separata dal comune di Paceco. In seguito all'istituzione del comune di Misiliscemi, il 20 febbraio 2021 per scorporo da Trapani, l'exclave è diminuita di estensione, occupando, precedentemente, parte della stessa. Il centro abitato principale di quest'isola amministrativa è Fulgatore.
- Gibellina e Santa Ninfa (TP) comprendono entrambi delle exclavi confinanti fra loro. Ciò è dovuto allo scorporo di parte del territorio di Santa Ninfa, nel quale venne edificato il nuovo centro abitato di Gibellina in seguito alla sua totale distruzione dopo il terremoto del Belice;
- I comuni di Enna, Piazza Armerina e Assoro comprendono numerose enclavi ed exclavi;
- Il comune di Serradifalco (CL) comprende un'isola amministrativa, enclave di Caltanissetta;
- Il comune di Mazzarino comprende due exclavi: una confinante con Butera, Riesi e l'agrigentino, l'altra con Caltanissetta, Riesi e l'ennese;
- I comuni di Bisacquino, Blufi, Bompietro, Corleone, Prizzi, Roccapalumba, Sclafani Bagni e Ventimiglia di Sicilia (tutti nella città metropolitana di Palermo) comprendono isole amministrative. Nel caso di Ventimiglia di Sicilia l'exclave costituisce una porzione territoriale più estesa rispetto a quella in cui è situato il centro abitato della casa comunale. L'exclave di Corleone, di piccole dimensioni, corrisponde alla frazione di Ficuzza ed è enclave in Monreale;
- Il comune di Nizza di Sicilia (ME) comprende un'exclave disabitata, ben più estesa rispetto alla parte urbanizzata, situata tra Mandanici, Fiumedinisi e Roccalumera. Nella stessa città metropolitana, Santa Teresa di Riva include un'area non contigua, sede delle frazioni Misserio e Fautarì, confinante con Furci Siculo, Savoca e Casalvecchio Siculo;
- Nella città metropolitana di Catania i comuni di Mascali, Tremestieri Etneo, Randazzo e Motta Sant'Anastasia comprendono exclave. Solo nei primi due casi si tratta di zone abitate, rispettivamente le frazioni di Tagliaborsa e Canalicchio;
- Augusta, Melilli, Noto e Rosolini (SR) comprendono exclave nel rispettivo territorio comunale;
- Il comune di Modica (RG) comprende un'exclave in corrispondenza delle frazioni di Piano Pozzi e Cottonera.

### Toscana
- Il comune di Podenzana (MS) ha l'isola amministrativa di Montedivalli, terra del popolo ligure-apuano, cinto dai comuni liguri di Bolano (SP), Follo (SP), Calice al Cornoviglio (SP) e dal comune toscano di Tresana (MS), terra di confine dove convergono l'Appennino ligure e l'Appennino tosco-emiliano.
- Il comune di Pietrasanta (LU) non ha più continuità territoriale dal 1914 in seguito alla costituzione del comune di Forte dei Marmi: la località di Strettoia è così diventata un'exclave circondata dai comuni di Seravezza e Montignoso, oltreché dalla stessa Forte dei Marmi.
- Il comune di Arezzo ha un'exclave nel comune di Firenze di pochissimi metri quadri e nessun abitante chiamato Canto degli Aretini; questo piccolo giardino è recintato da un'inferriata e viene aperto solamente l'11 giugno per commemorare i soldati caduti durante la Battaglia di Campaldino.

### Trentino-Alto Adige
- Il Comune di Pellizzano (TN) possiede due exclave: una all'interno del confinante Comune di Peio (TN), ed la seconda fra i comuni di Peio e Vermiglio (TN).
- Il territorio del comune di Soraga di Fassa (TN) è diviso in due porzioni, separate dal Comune di Moena: una si trova a fondo valle ed è centrata sul capoluogo, l'altra si trova in quota, a est sul Passo San Pellegrino, al confine con il Veneto.

### Umbria
- Il comune di Umbertide (PG) ha la frazione di Leoncini, incastonata tra la Toscana (comune di Cortona, AR) da un lato e il comune umbro di Città di Castello sugli altri due.

### Valle d'Aosta
- Il comune di La Magdeleine (AO) ha un'isola amministrativa nel comune di Antey-Saint-André.

### Veneto
- Il comune di Caorle (VE) è tagliato in due da una sottile striscia di territorio appartenente al comune di San Stino di Livenza, separando il capoluogo dalla zona di San Giorgio di Livenza.